# Raphael Dwamena
Raphael Vani Dwamena (* 12. September 1995 in Kwahu Tafo, Eastern Region; † 11. November 2023 in Kavaja, Albanien) war ein ghanaischer Fußballspieler.

## Leben und Karriere

### Verein
Dwamena, geboren 1995 im Dorf Kwahu Tafo nahe der Ortschaft Nkawkaw, begann seine Karriere bei Red Bull Ghana. Im Januar 2014 wechselte er nach Österreich in die AKA Salzburg. Sein Profidebüt gab er fürs Farmteam FC Liefering am 1. Spieltag 2014/15 gegen den TSV Hartberg. Zur Saison 2016/17 wechselte er zum Ligakonkurrenten SC Austria Lustenau.
Im Januar 2017 wechselte er zum Schweizer Zweitligisten FC Zürich, bei dem er einen bis Juni 2020 gültigen Vertrag erhielt. Mit Zürich stieg er zu Saisonende in die Super League auf.
Am 21. August 2017 wurde bestätigt, dass Dwamena nach England zu Brighton & Hove Albion wechseln sollte. Jedoch fehlte ihm eine Arbeitserlaubnis, um in der Premier League in England spielen zu können. Am 25. August 2017 wurde bekannt, dass Dwamena die medizinischen Untersuchungen nicht bestanden hatte und daher nicht nach England wechseln werde.
Im August 2018 wechselte er nach Spanien zur UD Levante, bei der er einen bis Juni 2022 laufenden Vertrag erhielt. In seiner ersten Spielzeit in Valencia kam er zu zwölf Einsätzen in der Primera División. Zur Saison 2019/20 wurde er an den Zweitligisten Real Saragossa verliehen. Aufgrund von Herzproblemen verpasste er allerdings einen Großteil der Spielzeit, so kam er insgesamt zu neun Einsätzen für Saragossa in der Segunda División. Nach dem Ende der Leihe verließ er Levante zur Saison 2020/21 endgültig und wechselte nach Dänemark zum Vejle BK. Für die Dänen kam er zu fünf Einsätzen in der Superliga, ehe seine Herzprobleme wieder auftraten, woraufhin sein Vertrag im Februar 2021 aufgelöst wurde.
Nach einem Halbjahr ohne Klub kehrte Dwamena zur Saison 2021/22 nach Österreich zurück, wo er sich dem Zweitligisten FC Blau-Weiß Linz anschloss, bei dem er einen bis Juni 2023 laufenden Vertrag erhielt. Nach seinen neuerlichen Herzproblemen wurde er im Dezember 2021 aus Gründen der Sicherheit aus dem Kader gestrichen. Im August 2022 kehrte Dwamena anschließend in die Schweiz zurück und wechselte zum Fünftligisten BSC Old Boys Basel.
Im Januar 2023 wechselte Dwamena nach Albanien zum KS Egnatia Rrogozhina in die Kategoria Superiore, die höchste albanische Spielklasse. Für den Verein schoss er in der Saison 2022/23 elf Tore, was ihn auf den vierten Platz der Torschützenliste und seinen Klub auf den dritten Tabellenrang brachte. Auch in der Saison 2023/24 war der Mannschaftskapitän von Egnatia nach zwölf Spielen mit neun Toren in der Torschützenliste führend, sein Klub Tabellenerster.

### Nationalmannschaft
Im Dezember 2016 wurde Dwamena erstmals in ein Trainingslager der ghanaischen Nationalmannschaft berufen.
Im Juni 2017 gab er sein Debüt im Nationalteam, als er im Qualifikationsspiel für den Afrika-Cup gegen Äthiopien (5:0) in der Startelf stand und zwei Treffer erzielte.

### Krankheit und Tod
Wegen seiner seit 2017 bekannten Herzprobleme wurde Dwamena 2020 ein Defibrillator implantiert. Im Oktober 2021 schlug der Defibrillator während des Cupspiels gegen den TSV Hartberg an, woraufhin Dwamena ins Krankenhaus gebracht wurde; das Spiel wurde abgebrochen. 2022 ließ er sich den Defibrillator entfernen. Am 11. November 2023 brach Dwamena während des Ligaspiels zwischen KS Egnatia und dem FK Partizani Tirana auf dem Spielfeld in der Arena Egnatia zusammen. Um 13:50 Uhr Ortszeit starb Dwamena auf dem Weg ins Krankenhaus in der nächstgrößeren Stadt Kavaja. Sein Tod wurde kurz darauf nach Ankunft von den Ärzten bestätigt.
Raphael Dwamena wurde 28 Jahre alt. Sein Leichnam wurde ein paar Tage später nach Ghana transportiert.